# Poospizopsis caesar
A Poospizopsis caesar a madarak osztályának verébalakúak (Passeriformes) rendjébe és a tangarafélék (Thraupidae) családjába tartozó faj.

## Rendszerezése
A fajt Philip Lutley Sclater és Osbert Salvin írták le 1869-ben, a Poospiza nembe Poospiza caesar néven. Egyes szervezetek jelenleg is ide sorolják.

## Előfordulása
Az Andokban, Peru területén honos. Természetes élőhelyei a szubtrópusi és trópusi magaslati cserjések. Állandó nem vonuló faj.

## Megjelenése
Testhossza 19 centiméter.

## Természetvédelmi helyzete
Az elterjedési területe kicsi, egyedszáma viszont stabil. A Természetvédelmi Világszövetség Vörös listáján nem fenyegetett fajként szerepel.